# Sigvard Eklund

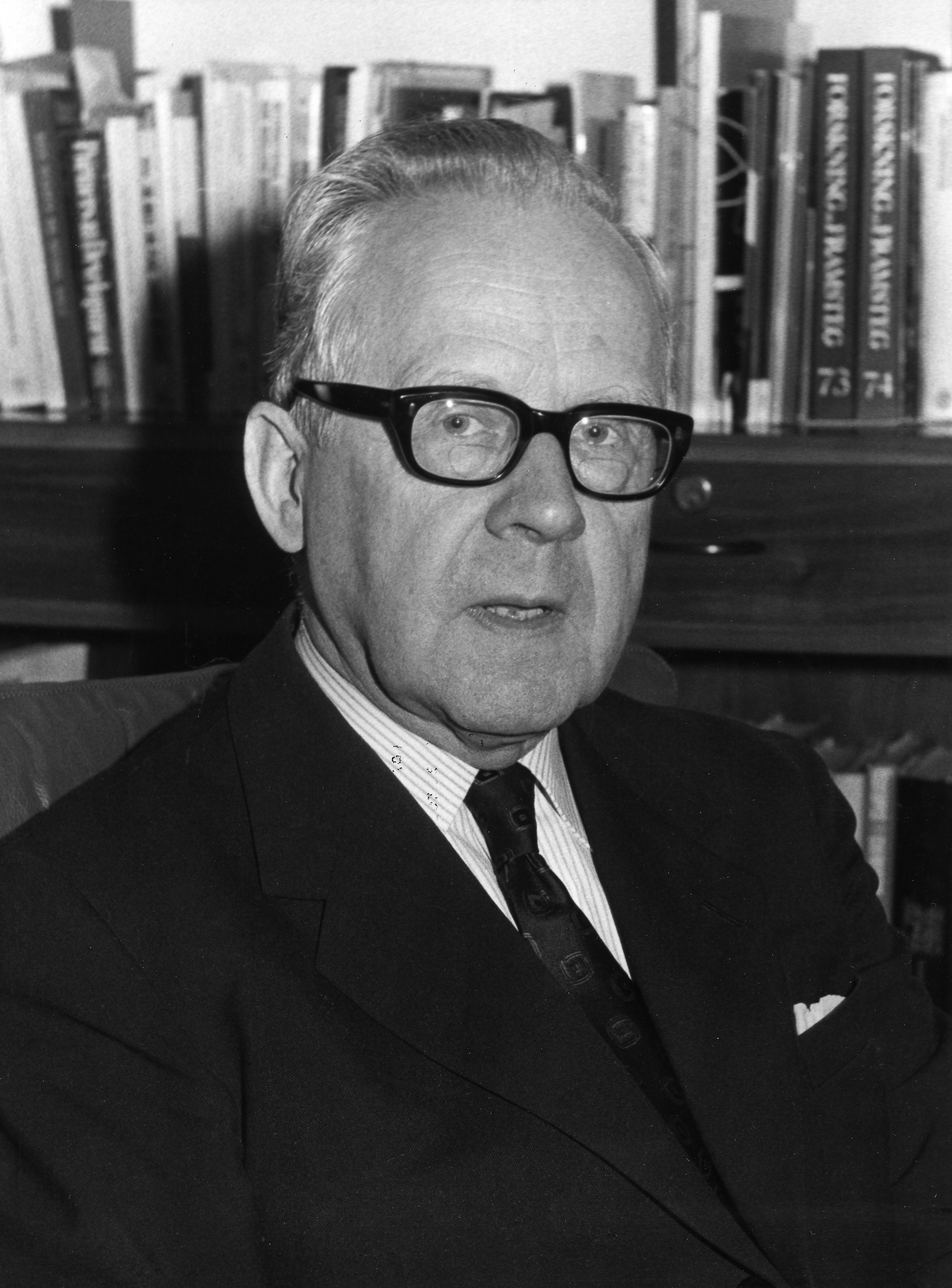
Sigvard Eklund

Sigvard Arne Eklund (* 19. Juni 1911 in Kiruna, Schweden; † 30. Januar 2000 in Wien) war ein schwedischer Wissenschaftler und von 1961 bis 1981 Generaldirektor der Internationalen Atomenergie-Organisation (IAEO).

## Leben
Eklund studierte an der Universität Uppsala, dort erlangte er 1936 einen Abschluss als Master of Science. Von 1937 bis 1945 arbeitete er als Wissenschaftler für das Nobelinstitut für Physik. 1946 promovierte er an der Universität Uppsala zum Doctor of Science.
Von 1946 bis 1950 arbeitete er als Wissenschaftler für das Schwedische Forschungsinstitut für Verteidigung (Totalförsvarets forskningsinstitut, FOI) in Stockholm. In den Jahren von 1946 bis 1956 war er Assistant Professor für Nuklearphysik an der Königlich Technischen Hochschule in Stockholm. Von 1950 bis 1956 war er darüber hinaus auch Forschungsleiter bei AB Atomenergi in Stockholm, einem schwedischen Atomenergieunternehmen. Ab 1950 war er dort zunächst stellvertretender Geschäftsführer und leitete von 1957 bis 1961 die Abteilung für Reaktorentwicklung. 1954 nahm der erste schwedische Kernforschungsreaktor seinen Betrieb auf, der unter seiner Leitung entstanden war.
1957 war er Generalsekretär der zweiten internationalen Konferenz der Vereinten Nationen für die friedliche Nutzung der Atomenergie. 1961 wurde er als Nachfolger von William Sterling Cole zum Generaldirektor der Internationalen Atomenergiekommission ernannt. Dieses Amt übte er mit vier Neuwahlen (1965, 1969, 1974 und 1977) über fünf Amtsperioden vom 1. Dezember 1961 bis zum 30. November 1981 aus, sein Amtsnachfolger wurde Hans Blix. In seiner Amtszeit wurden die technischen und wissenschaftlichen Voraussetzungen für Arbeit der Atomenergieorganisation geschaffen. Er vereinbarte mit dem Labor der IAEA in Monaco, das dieses zukünftig auch die Auswirkung von Radioaktivität auf die im Meer lebenden Organismen untersuchen sollte. Auch das Labor der IAEO in Seibersdorf in Österreich wurde unter seiner Ägide ausgebaut.
Eklund wurde 1953 als gewähltes Mitglied in die Königlich Schwedische Akademie für Ingenieurwissenschaften (Kungl. Ingenjörsvetenskapsakademien, abgekürzt IVA) aufgenommen. Am 14. Oktober 1968 erhielt er zusammen mit Abdus Salam und Henry De Wolf Smyth den amerikanischen Atoms for Peace Award.

## Auszeichnungen
- 1971: Kommandeur 1. Klasse des Nordstern-Ordens
- 1977: Ehrensenator der Universität Wien
- 1981: Großes Goldenes Ehrenzeichen am Bande für Verdienste um die Republik Österreich[2]